# Агуљано
Агуљано (итал. Agugliano) насеље је у Италији у округу Анкона, региону Марке.
Према процени из 2011. у насељу је живело 3465 становника. Насеље се налази на надморској висини од 196 м.

## Становништво
Према резултатима пописа становништва 2011. у општини је живело 4.870 становника.
| 1931. | 1936. | 1951. | 1961. | 1971. | 1981. | 1991. | 2001. | 2011. |
| ----- | ----- | ----- | ----- | ----- | ----- | ----- | ----- | ----- |
| 3.388 | 3.444 | 3.402 | 3.039 | 2.651 | 2.963 | 3.263 | 4.163 | 4.870 |

## Партнерски градови
- Jonage